# Библиотека Гонконгского университета науки и технологии
Библиотека Гонконгского университета науки и технологии (англ. The Hong Kong University of Science and Technology Library, HKUST, кит. 香港科技大學圖書館) расположена в библиотеке Ли Шау Ки, в свою очередь расположенной в Гонконгском университете науки и технологии. Коллекция библиотеки насчитывает более 1 миллиона книг, 728 426 печатных томов, 754 146 в электронном формате, десятки тысяч электронных журналов, а также коллекции потокового аудио и видео. Значительная часть специальных коллекций, таких как Коллекция старинных карт Китая, была оцифрована.
Библиотека открыла свои двери в 1991 году; Дэвид Уилсон, барон Уилсон из Тиллиорна, который в то время был губернатором Гонконга, был впечатлён тем фактом, что в библиотеке имеется современный двуязычный онлайн-каталог на китайском и английском языках. Библиотека продолжала быть пионером в области библиотечных и информационных услуг, развернув первую крупномасштабную сеть компакт-дисков в университетских библиотеках Азии. В 1995 году его музыкальный автомат для CD-ROM был крупнейшей подобной установкой за пределами США, а также в 1995 году был запущен первый веб-сервер академической библиотеки в Гонконге. За первые 10 лет своего существования он стал зеркальным сайтом для некоторых баз данных по подписке и реализовал крупномасштабные проекты баз данных на основе XML и другие инновации.
Присоединившись к Коалиции научных публикаций и академических исследований (Scholarly Publishing and Academic Research Coalition, SPARC) в 1999 году, библиотека также долгое время выступала за открытый доступ. В 2003 году был запущен первый институциональный репозиторий в Гонконге, и члены справочной группы библиотеки работали над его продвижением среди преподавателей.
С 2011 по 2012 год Библиотека построила пристройку площадью 1800 квадратных метров и обновила существующие 1800 квадратных метров в учебные пространства. HKUST Learning Commons предоставляет около 600 мест и имеет 5 зон: групповое обучение, открытое обучение, восстановление, обучение и творческая медиа-зона.
Библиотека и её сотрудники очень активно поддерживали университет в Гонконгском исследовательском оценочном мероприятии 2014 года, проведённом Гонконгским комитетом по университетским грантам. В 2014 году она первой среди академических библиотек Гонконга запустила сервис WhatsApp.
Библиотека HKUST является активным членом Объединённого консультативного комитета университетских библиотекарей (Joint University Librarians Advisory Committee, JULAC), который представляет собой консорциум библиотек восьми университетов, финансируемых Гонконгским комитетом по университетским грантам. В 2014 году координации и работы принесли свои плоды, когда была выпущена новая общая библиотечная карта Гонконга JULAC. В 2014 году также был запущен крупный общесистемный проект JULAC Shared ILS, который официально длился с мая 2014 года по июль 2017 года. Персонал библиотечных систем HKUST работал над использованием возможностей Alma и Primo для создания «карточек знаний», которые улучшают обнаружение с помощью данных, связанных с библиографией.
Библиотека HKUST активно и новаторски занимается обучением и развитием персонала, а также развитием лидерских качеств.
В библиотеке теперь есть хранилище исследовательских данных и служба управления на основе Dataverse, известная как DataSpace@HKUST.